# Villamagna
Villamagna är en ort och kommun i provinsen Chieti i regionen Abruzzo i Italien. Kommunen hade 2 288 invånare (2018).